# لمور قهوه‌ای معمولی
لمور قهوه‌ای معمولی (نام علمی: Eulemur fulvus) نام یک گونه از تیره لموریان است.